# Железово (Нижегородская область)
Железово — деревня в Чкаловском районе Нижегородской области в составе Соломатовского сельсовета.

## География
Деревня находится в 17 км к юго-западу от Чкаловска и в 76 км к северо-востоку от Нижнего Новгорода. Абсолютная высота над уровнем моря — 97 м..

## Население
| 2002 | 2010 |
| ---- | ---- |
| 301  | ↘262 |

### Национальный состав
Согласно результатам переписи 2002 года, в национальной структуре населения русские составляли 100 % из 301 человека.

## Инфраструктура
В деревне работают 2 магазина, есть Центр досуга, библиотека, есть рабочий клуб.

## Транспорт
К деревне идёт автодорога 22Н-4512.